# Tiranos temblad
Tiranos temblad és una sèrie de televisió per internet realitzada a l'Uruguai i publicada per Agustín Ferrando Trench l'any 2012. Va començar al desembre de 2012. És un resum setmanal vídeos pujats a Youtube, des d'Uruguai o des d'una altra part del món fent referència a Uruguai. La sèrie és desenvolupada a Uruguai i registrada internacionalment. Compta amb més de 30 capítols que duren entre 5 a 8 minuts, té milions de reproduccions.
El programa és de generalitats, humor, apte per a tots els públics (TP) i la locució és neutra descriptiva amb llenguatge formal. Entre els segments més destacats hi ha l'enigma de la setmana, el moment ahhh de la setmana i el crac de la setmana, entre d'altres. El tancament es fa amb la salutació del director de Cinema Uruguaià Fernando Moreno. Els vídeos de recopilats estan editats sota llicència creative commons.
Treballen al costat de Agustín Ferrando, Fernanda Montoro i Matías Ferrando.
El títol de la sèrie fa referència al Himno Nacional de Uruguay, en les seves estrofes:
| «                           | "De este don sacrosanto la gloria, merecimos. Tiranos ¡temblad! Tiranos ¡temblad! Tiranos ¡temblad!..." | » |
| — Himne Nacional d'Uruguai. | |   |

La cançó que acompanya la sèrie es va fer popular, és de Aleksey Igudesman la va compondre en homenatge a «Uruguai» amb lletra en  espanyol.
| «                                                          | “Uruguay es el mejor país, mejor que Francia y mejor que París.” | » |
| — «Uruguay» de Aleksey Igudesman, 22 de diciembre de 2008. |                                                                  |   |